# Municipio de Military
El municipio de Military (en inglés: Military Township) es un municipio ubicado en el condado de Winneshiek en el estado estadounidense de Iowa. En el año 2010 tenía una población de 1308 habitantes y una densidad poblacional de 13,85 personas por km².

## Geografía
El municipio de Military se encuentra ubicado en las coordenadas 43°7′32″N 91°47′4″O / 43.12556, -91.78444. Según la Oficina del Censo de los Estados Unidos, el municipio tiene una superficie total de 94.42 km², de la cual 94,42 km² corresponden a tierra firme y (0 %) 0 km² es agua.

## Demografía
Según el censo de 2010, había 1308 personas residiendo en el municipio de Military. La densidad de población era de 13,85 hab./km². De los 1308 habitantes, el municipio de Military estaba compuesto por el 98,01 % blancos, el 0,69 % eran asiáticos, el 0,08 % eran isleños del Pacífico, el 0,76 % eran de otras razas y el 0,46 % eran de una mezcla de razas. Del total de la población el 2,68 % eran hispanos o latinos de cualquier raza.